# Championnats du monde de la FIBT 2007
Navigation
Édition précédente Édition suivante
Les Championnats du monde de la FIBT 2007 se sont déroulés du 24 janvier 2007 au 4 février 2007 à Saint-Moritz (Suisse) sous l'égide de la Fédération internationale de bobsleigh et de tobogganing (FIBT). Il y a six titres à attribuer au total : trois en bobsleigh (bob à deux masculin, bob à quatre masculin et bob à deux féminin), deux en skeleton (individuel masculin et individuel féminin) et enfin un en équipe mixte (bobsleigh + skeleton). Il s'agit d'une compétition annuelle (hors année olympique). Saint-Moritz avait déjà accueilli les championnats du monde de skeleton (1989 et 1998) et des championnats du monde de bobsleigh (bob à 4 en 1931 et 1937, bob à 2 en 1938 et 1939, bob en 1947, 1955, 1957, 1959, 1965, 1970, 1974, 1977, 1982, 1987, 1990, 1997 et le bob masculin en 2001). Une nouvelle épreuve est créée à l'occasion de ces championnats du monde avec l'équipe mixte qui comprend une course de skeleton masculin, une de skeleton féminin, de bob à 2 masculin et de bob à 2 féminin.

## Podiums
| Épreuves              | Or                                                        | Argent                                                        | Bronze                                                    |
| --------------------- | --------------------------------------------------------- | ------------------------------------------------------------- | --------------------------------------------------------- |
| Bob à deux masculin   | Allemagne André Lange Kevin Kuske                         | Suisse Ivo Rüegg Aleksandr Streltsov Tommy Herzog             | Italie Simone Bertazzo Samuele Romanini                   |
| Bob à quatre masculin | Suisse Ivo Rüegg Thomas Lamparter Beat Hefti Cécrid Grand | Canada Pierre Lueders Ken Kotyk David Bissett Lascelles Brown | Allemagne André Lange René Hoppe Kevin Kuske Martin Putze |
| Bob à deux féminin    | Allemagne Sandra Kiriasis Romy Logsch                     | Allemagne Cathleen Martini Janine Tischer                     | États-Unis Shauna Rohbock Valerie Fleming                 |

| Épreuves | Or                | Argent        | Bronze          |
| -------- | ----------------- | ------------- | --------------- |
| Hommes   | Gregor Stähli     | Eric Bernotas | Zach Lund       |
| Femmes   | Noelle Pikus-Pace | Maya Pedersen | Katie Uhlaender |

| Épreuves     | Or                                                                                             | Argent                                                                                        | Bronze                                                                                       |
| ------------ | ---------------------------------------------------------------------------------------------- | --------------------------------------------------------------------------------------------- | -------------------------------------------------------------------------------------------- |
| Équipe mixte | Allemagne Frank Kleber Sandra Kiriasis Berit Wiacker Monique Riekewald Karl Angerer Marc Kühne | États-Unis Eric Bernotas Erin Pac Emily Azevedo Noelle Pikus-Pace Mike Kohn Curtis Tomasevicz | Suisse Gregor Stähli Sabina Hafner Katharina Sutter Maya Pedersen Ivo Rüegg Thomas Lamparter |

## Tableau des médailles
| Rang | Nation     | Or | Argent | Bronze | Total |
| ---- | ---------- | -- | ------ | ------ | ----- |
| 1    | Allemagne  | 3  | 1      | 1      | 5     |
| 2    | Suisse     | 2  | 2      | 1      | 5     |
| 3    | États-Unis | 1  | 2      | 3      | 6     |
| 4    | Canada     | 0  | 1      | 0      | 1     |
| 5    | Italie     | 0  | 0      | 1      | 1     |